# John Fetterman
John Karl Fetterman, född 15 augusti 1969 i West Reading i Berks County, Pennsylvania, är en amerikansk politiker för Demokraterna. Han är ledamot av USA:s senat från Pennsylvania sedan januari 2023.  
Fetterman blev Pennsylvanias viceguvernör 2019 och i mellanårsvalet den 8 november 2022 vann Fetterman valet till senaten för staten Pennsylvania mot Republikanernas kandidat Mehmet Oz med 49 % mot 47 %.